# Бодина
Бодина (словац. Bodiná) — село, громада округу Поважська Бистриця, Тренчинський край. Кадастрова площа громади — 7.47 км².
Населення 491 особа (станом на 31 грудня 2021 року).

## Історія
Бодина згадується 1345 року.

## Населення
| Рік:            | 1994. | 2004.   | 2014.   | 2024.   |
| --------------- | ----- | ------- | ------- | ------- |
| Кількість осіб: | 481   | 486     | 496     | 480     |
| Різниця:        |       | +1,03 % | +2,05 % | -3,22 % |

| Рік:            | 2023. | 2024.   |
| --------------- | ----- | ------- |
| Кількість осіб: | 475   | 480     |
| Різниця:        |       | +1,05 % |